# アミロイド

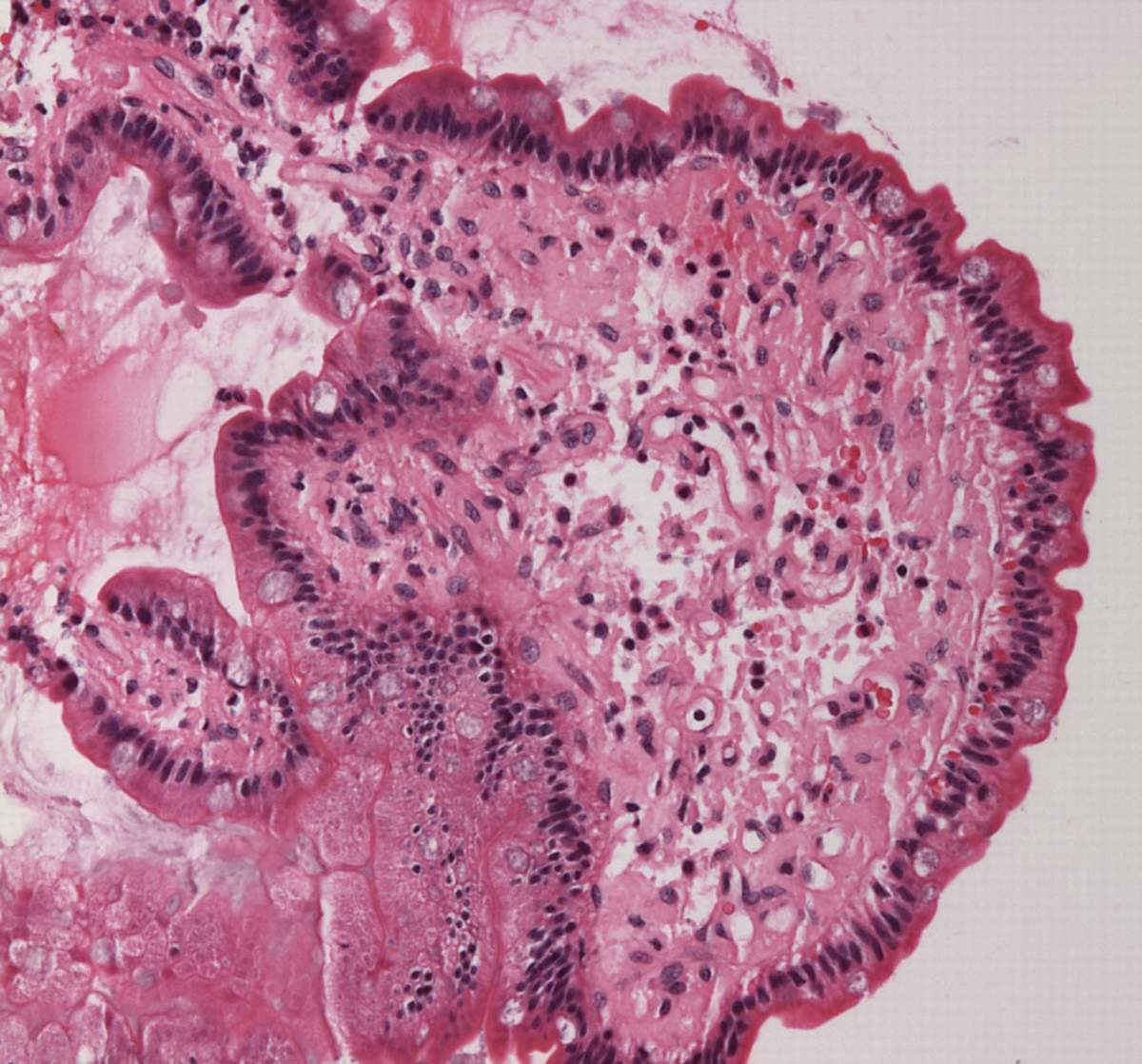
小腸に沈着したアミロイドの顕微鏡写真。ヘマトキシリン・エオシン染色されている

アミロイド（Amyloids）はある特定の構造を持つ水に溶けない繊維状のタンパク質である（詳細な定義は本文参照）。器官にアミロイドが異常に蓄積すると、アミロイド症などの神経変性疾患の原因になると言われている。

## 定義
「アミロイド」の名称は、元々は、この物質がヨウ素でんぷん反応と似た反応をすることから、デンプン（ラテン語ではamylum）と関係があるとの誤解により付けられたものである。それからしばらく、科学者たちはこれが脂質なのか炭水化物なのかの議論をしていたが、実はそのどちらでもなく、ある種のタンパク質であった。

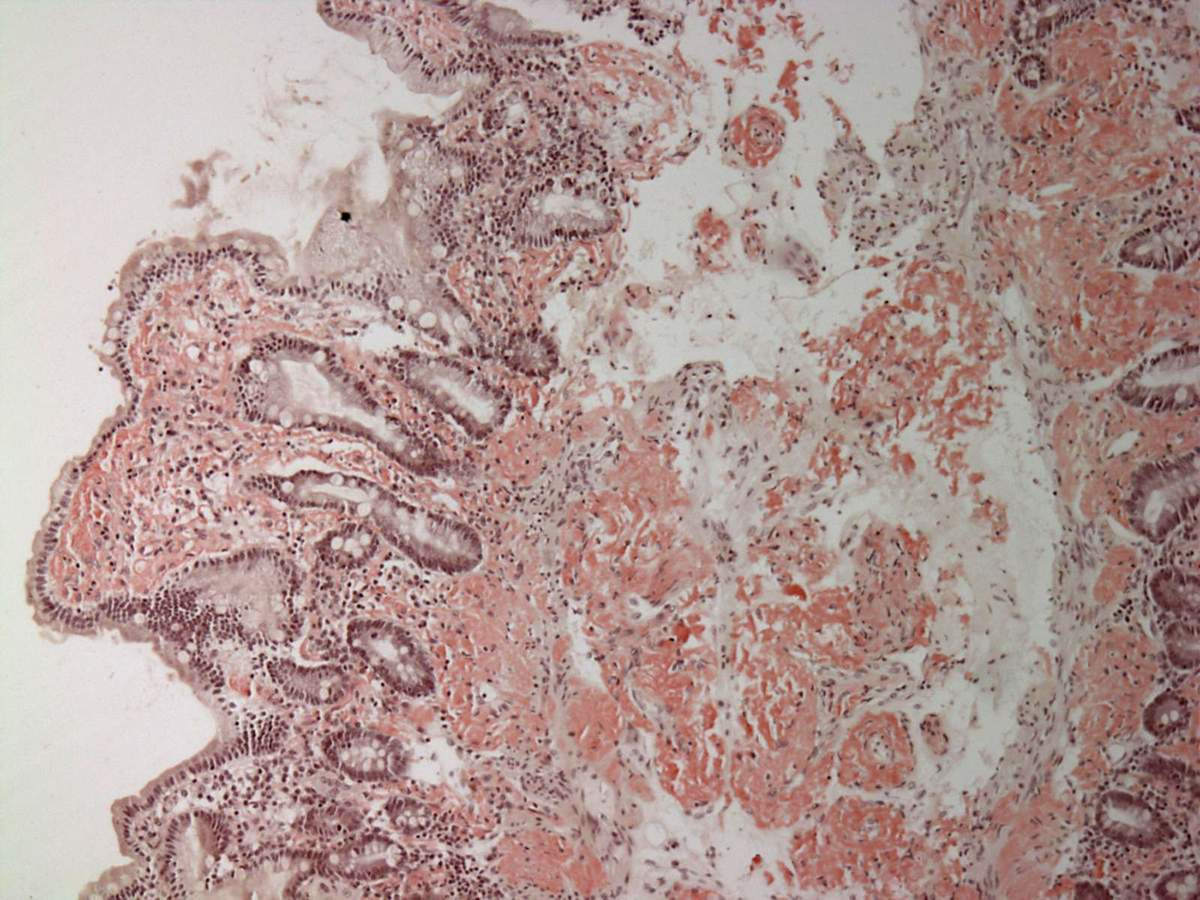
コンゴーレッドで染色された小腸に沈着したアミロイドの顕微鏡写真

- アミロイドの古典的で組織病理学的な定義は、細胞外で、タンパク質性で、βシート構造が積層して沈着しているものである。この状態はクロスβ構造と呼ばれており、コンゴーレッドで着色して偏光顕微鏡で観察すると、複屈折により青リンゴ色に見える。これらの沈着物は糖など別の物質、例えば血清アミロイドP成分 (Serum Amyloid P component, SAP) などと結合して複雑で異質な物質に変わる[2]。ただし、最近では明らかに細胞内にあるアミロイドも発見されており、この定義では不完全であることが分かっている[3]。
- 生物物理学的な定義はこれよりも新しく、より広い。その定義では、生体内あるいは生体内を模した試験管内で起き、クロスβ構造を形成する重合した全てのポリペプチドを含む。これらの中には、明確なクロスβ構造であっても、コンゴーレッドによる複屈折といった伝統的な病理組織学の特徴を示さないものもある。細菌学者や生物物理学者はこの定義を採用している人が多い[4][5]。

学問分野によって定義が異なるので、この語を使う場合にはその意味をよく確認する必要がある。この記事では以後は生物物理学上の定義によるアミロイドについて述べる。

## アミロイドが原因・関与する疾患
| 病名                                                            | タンパク質の特徴              |
| --------------------------------------------------------------- | ----------------------------- |
| アルツハイマー型認知症                                          | アミロイドβ                   |
| 2型糖尿病                                                       | IAPP (アミリン)               |
| パーキンソン病                                                  | α-シヌクレイン                |
| 伝達性海綿状脳症 いわゆる「狂牛病」                             | プリオン                      |
| ハンチントン病                                                  | ハンチンチン                  |
| 甲状腺髄様癌                                                    | カルシトニン                  |
| 不整脈                                                          | 心房性ナトリウム利尿ペプチド  |
| 動脈硬化症                                                      | Apolipoprotein AI             |
| 関節リウマチ                                                    | Serum amyloid A               |
| 大動脈中膜アミロイド                                            | Medin                         |
| プロラクチン産生腫瘍                                            | Prolactin                     |
| 家族性アミロイドポリニューロパチー                              | トランスサイレチン            |
| 遺伝的非ニューロパチー性アミロイドーシス                        | リゾチーム                    |
| 透析アミロイドーシス                                            | β2-ミクログロブリン           |
| フィンランド型アミロイドーシス                                  | Gelsolin                      |
| 格子状角膜ジストロフィ                                          | Keratoepithelin               |
| 脳アミロイドアンギオパチー                                      | アミロイドβ                   |
| 脳アミロイドアンギオパチー (アイスランド型)                     | Cystatin                      |
| 全身性ALアミロイドーシス (systemic AL amyloidosis)              | Immunoglobulin light chain AL |
| Yeast Prions [Sup35], Rnq1 (parastitic type infection in yeast) |                               |
| Sporadic Inclusion Body Myositis                                | S-IBM                         |
| 褐色細胞腫                                                      |                               |
| 骨髄炎                                                          |                               |
| 多発性骨髄腫                                                    |                               |

## 非疾患性・非機能性アミロイド
- ネイティブ構造アミロイド[17]
  - 大腸菌の産するカーリタンパク質 (curlin)
  - ストレプトマイセス・セリカラー菌（Streptomyces coelicolor）の産するチャップリンタンパク質
  - ポドスポラ・アンセリナ菌（Podospora Anserina）の産するプリオンHet-s
  - マラリアを包むタンパク質
  - クモの糸 (Spider silk)  (ただし、全てのクモではない)
  - 哺乳類のメラノソーム (melanosome)  (pMel)
  - 組織プラスミノーゲン活性化因子  (Tissue plasminogen activator)  (tPA), 血行動態因子の一種。
- 工業的に作られたタンパク質あるいはペプチドがアミロイドになることもある。
- アミロイドにより形成する酵母プリオン。[PSI+] (Sup35p); [URE3] (Ure2p); [PIN+] (Rnq1p); [SWI1+] (Swi1p); [OCT+] (Cyc8p)など。

## アミロイドの生物物理学
アミロイドを構成するタンパク質の四次構造はクロスβシート構造になっている。さらにクロスβシートが他のタンパク質モノマーなどと共に繊維軸方向と平行なβストランド構造を取っている。多くのアミロイドは蛍光染料染色することが可能なので、それの偏光性や円偏光二色性を見たり、赤外分光法（FT-IR）で測ったり、X線回折でクロスβ繊維を観察するといういわゆる「ゴールドストランドテスト」をすることで同定が可能である。なお、βシートそのものが長く繊維状に伸びているわけではなく、かなり短い間隔で折り畳みが起こっている。アミロイドフィブリルはいくつかの折り畳み構造が組み合わさってできている。

## アミロイドの病理学
アミロイドと病気の関係はそれほど明確なものではない。アミロイド堆積が組織構造を破壊することがあり、ある種の統合的な過程によって機能が破壊されることが示唆されている。成長したアミロイド繊維のものより、形成途中のアミロイドのほうが細胞死の原因となるということが共通認識となりつつある。
アミロイドの堆積がミトコンドリアの機能障害および反応性酸素生成物（ROS）の一因となり、それがアポトーシスを引き起こすシグナルとなりえるとする研究もある。

## アミロイド染色技術の歴史
治療現場では、アミロイド症の判断は平面芳香族化合物、例えばチオフラヴィンT (thioflavin T) やコンゴーレッドで染色し、蛍光を測定するという方法が取られる。コンゴーレッドを使った染色は、現在でもアミロイドーシスの同定の基本方法である。これらの染料がアミロイドのβ鎖に入り込み（インターカレーション）、複屈折を起こすので、偏光顕微鏡で観察することが可能になる。コンゴーレッドを使った場合には青りんご色になることが多い。アミロイド以外の部分、例えば細胞の核が染色されるのを防ぐため、ヘマトキシリンとエオシンを使った染色 (H&E stain) が行われることもある。より新しい技術と免疫組織化学 (immunohistochemistry) の成果により、より明瞭に染色することが可能になっている。